# Pierre Nolf
Pierre Nolf (Ypres, 26 de julio de 1873 - Bruselas, 14 de septiembre de 1953) fue un científico y político belga.

## Biografía
Pierre Nolf se graduó en 1896 en medicina en la Universidad de Lieja. En 1922 fue nombrado Ministro de las Artes y las Ciencias. Un momento importante de su ministerio fue la presentación de la ley Nolf que trataba de establecer el neerlandés como el idioma de la universidad. El proyecto, que encontró una resistencia feroz, en 1923 entraría en vigor.
De 1925 a 1945, Pierre Nolf fue presidente de la Cruz Roja de Bélgica. En 1925, Pierre Nolf fue nominado para el Premio Nobel de Fisiología o Medicina, pero ese año quedó desierto. En 1940 recibió el Premio Francqui, destinado a científicos belgas que hayan hecho una contribución significativa a la ciencia.

## Fuente
- Datos: Q1444751
- Multimedia: Pierre Nolf / Q1444751